# معهد ماكس بلانك للفلك
معهد ماكس بلانك للفلك (بالألمانية: Max-Planck-Institut für Astronomie) هو معهد بحثي تابع لجمعية ماكس بلانك، مقره مدينة هايدلبرغ في ولاية بادن-فورتمبيرغ الألمانية قرب قمة تل كونيغشتول على مقربة من مرصد لاندسشتيرنفارته هايدلبرغ-كونيغشتول الفلكي التاريخي.
أُسس المعهد سنة 1967، ويديره حاليًا كل من هانز فالتر ريكس وتوماس هينينغ. كما كان كل من جورج هيربغ وإيمو أبنتسيلر ورفائيل ريبولو وكارل-هاينز بوم أعضاء علميين خارجيين بالمعهد.

## وصلات خارجية
- الموقع الرسمي (بالألمانية)

```
(بالإنجليزية)
```